# Kalajoki

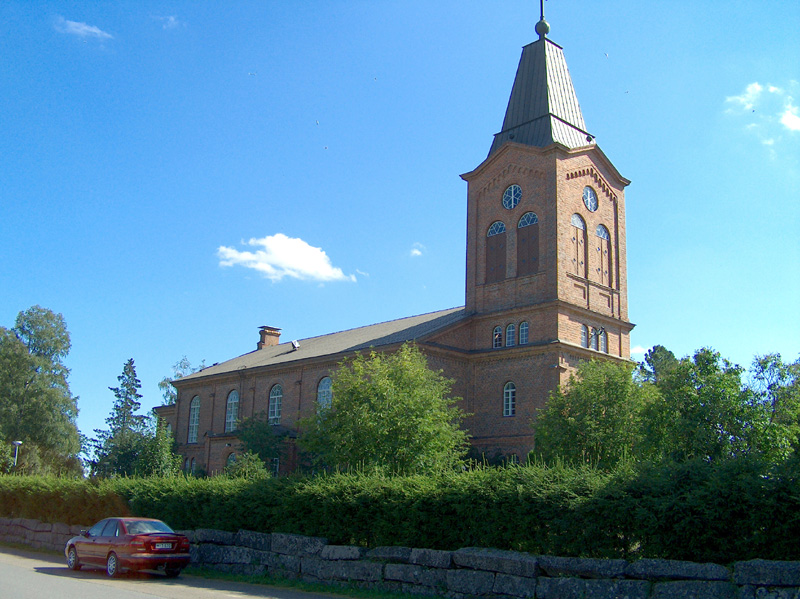
Kirche von Kalajoki

Kalajoki [ˈkɑlɑjɔki] ist eine Stadt im Norden Finnlands, die nach dem Fluss Kalajoki benannt worden ist, der durch sie hindurch fließt. Sie liegt in der Landschaft Nordösterbotten und hat 12.335 Einwohner (Stand 31. Dezember 2022). Kalajoki lebt vorwiegend vom Tourismus, der Landwirtschaft und Metallindustrie. Erreichbar ist der Ort über die Bundesstraßen 8 und 27. Die nächstgelegene Bahnstation befindet sich im 38 Kilometer entfernten Ylivieska. Mehrmals täglich gibt es Busverbindungen Kokkola – Kalajoki – Raahe – Oulu. Ein vorwiegend industrieller Verkehrsknotenpunkt ist der nahe gelegene Hafen von Rahja.
Knapp außerhalb von Kalajoki befinden sich die für den Tourismus bedeutenden Sanddünen ('Hiekkäsärkät'), an denen sich Badestrände, Restaurants, Ferienquartiere sowie der Ferienvergnügungspark JukuPark befinden.
1973 wurde die Gemeinde Rautio in Kalajoki eingemeindet, zum Jahresbeginn 2010 folgte Himanka.

## Städtepartnerschaften
- Izumo, Japan
- Vansbro, Schweden
- Balatonalmádi, Ungarn

## Söhne und Töchter der Stadt
- Frans Äimä (1875–1936), Sprachwissenschaftler
- Jussi Kurikkala (1912–1951), Skilangläufer
- Jussi Jokinen (* 1983), Eishockeyspieler
- Juho Jokinen (* 1986), Eishockeyspieler
- Benedek Oláh (* 1991), Tischtennisspieler